# الحرب الأهلية السورية في الثقافة الشعبية
فيما يلي قائمة بأشهر الأعمال الفنية والثقافية التي تناولت الحرب الأهلية السورية في الثقافة الشعبية.

## الأفلام
- سلّم إلى دمشق (2013)
- قنّاص: الإرث (2014)
- شَبَح (2015)
- الأب (2016)
- في سوريا (2017)
- زمن دمشق (2018)
- حرب خاصة (2018)
- سماء (2021)
- بالميرا (2022)[1]
- السباحتان (2022)

## الأفلام الوثائقية
- إنقاذ أطفال سوريا (2013)
- العودة إلى حمص (2013)
- خطوط حمراء (2014)
- ماء فضي: بورتريه ذاتي عن سوريا (2014)
- أشباح حلب (2014) – وثائقي من إنتاج فايس نيوز
- أريد أن أعيش (2015)
- على بُعد 50 قدمًا من سوريا (2015)
- سبعة أيام في سوريا (2015)
- حربنا (2016)
- البيشمركة (2016)
- جار سلمي (2016)
- عرض الحرب (2016)
- الخوذ البيضاء (2016)
- آخر الرجال في حلب (2017)
- سلالة خطيرة: بيت الأسد (2018)
- الكهف (2019)
- من أجل سما (2019)

## ألعاب الفيديو
- نهاية اللعبة: سوريا (2012)
- ألف يوم في سوريا (2014)
- الحرب السورية (2017)
- الدفاع المقدّس (2018)
- نداء الواجب: الحرب الحديثة (2019)